# Savon Sanomat Areena
Die Savon Sanomat Areena ist ein Fußballstadion in der finnischen Stadt Kuopio. Es ist die Heimstätte des ortsansässigen Fußballvereins Kuopion PS und dem Frauenfußballverein Kuopion MimmiFutis. Zwischen 2003 und 2005 wurde das 1939 erbaute Stadion renoviert. Es hat eine Kapazität von 4700 Plätzen, wovon 2700 Sitz- und 2000 Stehplätze sind. 1981 sahen 7412 Besucher die Partie zwischen Kuopion Pallotoverit und dem Kuopion PS, was bis heute einen Zuschauerrekord bedeutet.
2012 erhielt die Magnum Areena den Namen der Zeitung Savon Sanomat und heißt seitdem Savon Sanomat Areena.

## Galerie

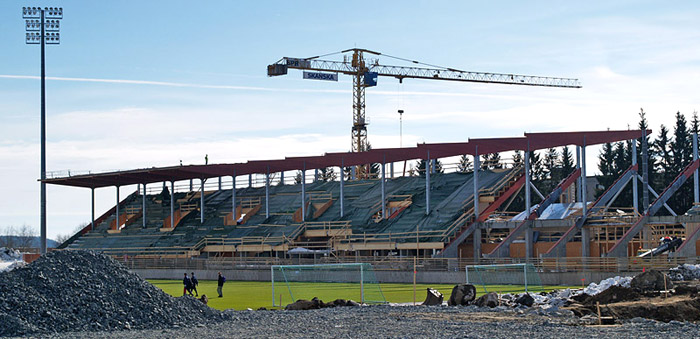
Die Magnum Areena während der Renovierung
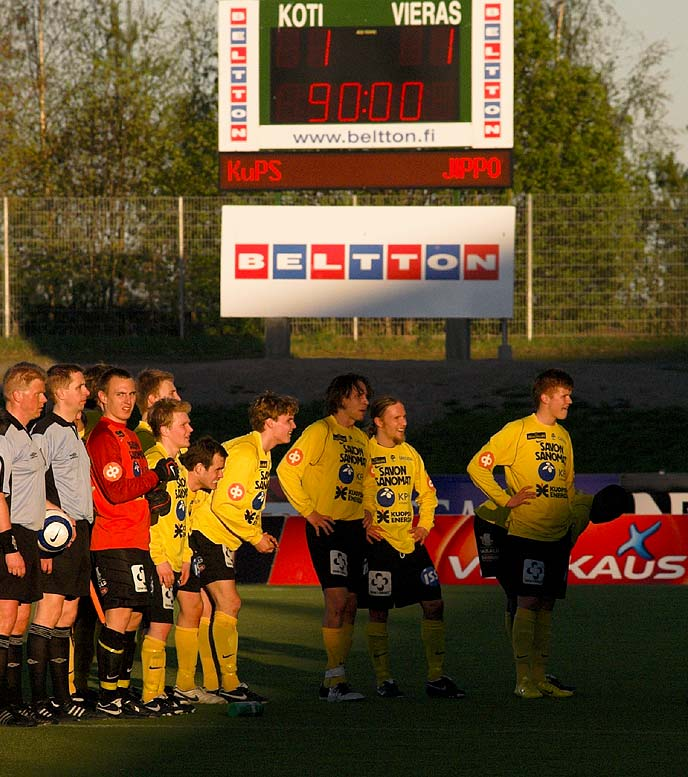
Partie Kuopion PS – JIPPO (2007)
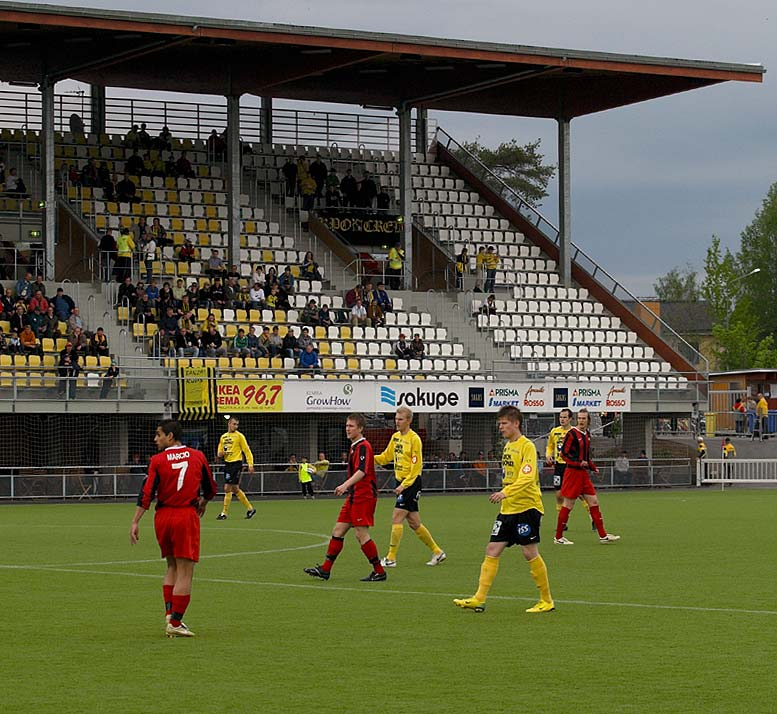
Partie Kuopion PS – PK-35 (2007)